# Kənan Əliyev
Kənan Əliyev (ur. 23 marca 1994) – azerski zapaśnik walczący w stylu wolnym. 
Srebrny medalista wojskowych MŚ w 2018. Trzeci na ME U-23 w 2017 roku.